# Villa Bosch
Villa Bosch è una località argentina della "Grande Buenos Aires", nel partido di Tres de Febrero, provincia di Buenos Aires.
Prende il nome dalla famiglia Bosch, che possedeva il territorio sin dall'Ottocento. Nel 1931 la zona fu lottizzata e venduta e, a partire dagli anni '60, divenne un'area residenziale.
I missionari italiani della Congregazione di San Giuseppe vi eressero la parrocchia e una scuola, intitolata a papa Pio XII.
A Villa Bosch si trovano stabilimenti del Groupe PSA (Peugeot-Citroën).